# Georgia Gould
Georgia Gould (Baltimore, 5 de enero de 1980) es una deportista estadounidense que compite en ciclismo de montaña en la disciplina de campo a través.
Participó en los Juegos Olímpicos de Londres 2012, obteniendo una medalla de bronce en la prueba de campo a través. Ganó dos medallas de bronce en el Campeonato Mundial de Ciclismo de Montaña, en los años 2007 y 2012.

## Palmarés internacional
| Juegos Olímpicos   | Juegos Olímpicos             | Juegos Olímpicos  | Juegos Olímpicos           |
| Año                | Lugar                        | Medalla           | Competición                |
| ------------------ | ---------------------------- | ----------------- | -------------------------- |
| 2012               | Londres (Reino Unido)        | Medalla de bronce | Campo a través             |
| Campeonato Mundial |                              |                   |                            |
| Año                | Lugar                        | Medalla           | Competición                |
| 2007               | Fort William (Reino Unido)   | Medalla de bronce | Campo a través por relevos |
| 2012               | Leogang/Saalfelden (Austria) | Medalla de bronce | Campo a través             |